# Plethron
Plethron (en grec antic πλέθρον, en Homer πέλεθρον) era una antiga mesura de superfície grega. Probablement era l'amplada de la γύης ("gyes", camp) o l'espai situat entre les pedres (οὖρα), que formaven els costats més llargs de la parcel·la, i equivalia a cent peus. Es va convertir en la mesura utilitzada normalment a l'antiga Grècia. Cada plethron contenia 4 arurae. Segons Libani, era la mida que s'establia per delimitar el terreny on es practicava la lluita als Jocs. Amb el temps va esdevenir una mesura de longitud conservant el nom i era equivalent a cent peus romans, a 29,57 metres (100 pous, o peus grecs) i també 1/6 d'un estadi.
Un plethron (quadrat) era igualment una unitat de superfície equivalent a 0,0875 hectàrees. Va continuar usant-se a l'Imperi Romà d'Orient, definit com a 100 peus o 40 passos (vema).
Els romans la van anomenar juguera, si bé en realitat s'acostava més a un actus (mitja juguera), segons diu Luci Juni Moderat Columel·la, i afegeix que s'establia com la distància que podien llaurar els bous sense alçar l'arada, per evitar que es cansessin.